# Пуэр (городской округ)
Пуэр (кит. упр. 普洱, пиньинь Pǔ'ěr) — городской округ в провинции Юньнань (Китай).

## История
Когда во времена империи Цин был взят курс на интеграцию национальных меньшинств в административные структуры империи, то в 1729 году была создана Пуэрская управа (普洱府); для администрирования места размещения властей управы был создан уезд Нинъэр (宁洱县). После Синьхайской революции в Китае была проведена реформа структуры административного деления, в ходе которой управы были упразднены, и поэтому в 1913 году Пуэрская управа была расформирована.
После вхождения провинции Юньнань в состав КНР в 1950 году был образован Специальный район Нинъэр (宁洱专区), власти которого разместились в уезде Нинъэр; в состав специального района вошло 14 уездов и Цанъюаньская временная управа (沧源设治局).
Постановлением Госсовета КНР от 2 апреля 1951 года Специальный район Нинъэр был переименован в Специальный район Пуэр (普洱专区), а уезд Нинъэр — в уезд Пуэр (普洱县).
Постановлением Госсовета КНР от 21 ноября 1952 года из Цанъюаньской временной управы был создан уезд Цанъюань (沧源县).
Постановлением Госсовета КНР от 25 ноября 1952 года уезд Цанъюань был передан в состав нового Специального района Мяньнин (缅宁专区).
Постановлением Госсовета КНР от 28 марта 1953 года Специальный район Пуэр был переименован в Специальный район Сымао (思茅专区), а местом размещения властей специального района стал уезд Сымао.
7 апреля 1953 года из уезда Ланьцан был выделен Ланьцан-Лахуский автономный район уездного уровня (澜沧拉祜族自治区（县级）).
11 июля 1953 года уезд Нинцзян (宁江县) был разделён между Ланьцан-Лахуским автономным районом и уездом Фохай.
3 ноября 1953 года уезд Люшунь (六顺县) был присоединён к уезду Сымао.
Постановлением Госсовета КНР от 18 мая 1954 года уезд Цзянчэн (江城县) был преобразован в Цзянчэн-Хани-Ийский автономный район уездного уровня (江城哈尼族彝族自治区（县级）).
Постановлением Госсовета КНР от 1 сентября 1954 года из Специального района Сымао был выделен Сишуанбаньна-Дайский автономный район окружного уровня (立西双版纳傣族自治区（地级）), в состав которого перешло 4 уезда а также ряд более мелких административных образований.
16 октября 1954 года на стыке уезда Ланьцан и Ланьцан-Лахуского автономного района был образован Мэнлянь-Дай-Лаху-Каваский автономный район (孟连县傣族拉祜族佧佤族自治区).
В 1955 году Цзянчэн-Хани-Ийский автономный район был преобразован в Цзянчэн-Хани-Ийский автономный уезд, а уезд Ланьцан был присоединён к Ланьцан-Лахускому автономному району.
В октябре 1956 года из Ланьцан-Лахуского автономного района был выделен уезд Симэн (西盟县).
Постановлением Госсовета КНР от 19 октября 1957 года Специальный район Сымао был расформирован, а входившие в его состав административные единицы перешли в состав Сишуанбаньна-Дайского автономного округа. 10 декабря 1959 года Мэнлянь-Дай-Лаху-Каваский автономный район был преобразован в Мэнлянь-Дай-Лаху-Каваский автономный уезд (孟连傣族拉祜族佧佤族自治县), а Ланьцан-Лахуский автономный район — в Ланьцан-Лахуский автономный уезд.
Постановлением Госсовета КНР от 13 сентября 1960 года уезд Сымао был присоединён к уезду Пуэр, а земли расформированного уезда Чжэньюань (镇沅县) были разделены между четырьмя другими уездами. Постановлением Госсовета КНР от 27 марта 1962 года уезд Чжэньюань был воссоздан. Постановлением Госсовета КНР от 13 сентября 1963 года Мэнлянь-Дай-Лаху-Каваский автономный уезд был переименован в Мэнлянь-Дай-Лаху-Ваский автономный уезд. Постановлением Госсовета КНР от 14 сентября 1963 года уезд Симэн был преобразован в Симэн-Ваский автономный уезд.
Постановлением Госсовета КНР от 18 августа 1964 года был воссоздан Специальный район Сымао, в состав которого из Сишуанбаньна-Дайского автономного округа вернулось 5 уездов и 4 автономных уезда.
В 1970 году Специальный район Сымао был переименован в Округ Сымао (思茅地区).
Постановлением Госсовета КНР от 30 июля 1979 года уезд Моцзян был преобразован в Моцзян-Ханийский автономный уезд.
Постановлением Госсовета КНР от 9 мая 1981 года был воссоздан уезд Сымао, в котором разместились окружные власти.
Постановлением Госсовета КНР от 11 июня 1985 года уезд Цзиндун был преобразован в Цзиндун-Ийский автономный уезд, уезд Цзингу — в Цзингу-Дай-Ийский автономный уезд, уезд Пуэр — в Пуэр-Хани-Ийский автономный уезд (普洱哈尼族彝族自治县).
Постановлением Госсовета КНР от 3 февраля 1990 года уезд Чжэньюань был преобразован в Чжэньюань-И-Хани-Лахуский автономный уезд.
25 марта 1993 года уезд Сымао был преобразован в городской уезд Сымао (思茅市).
Постановлением Госсовета КНР от 30 октября 2003 года были расформированы округ Сымао и городской уезд Сымао, и образован городской округ Сымао (思茅市); территория бывшего городского уезда Сымао стала районом Цуйюнь (翠云区) в его составе.
Постановлением Госсовета КНР от 21 января 2007 года городской округ Сымао был переименован в городской округ Пуэр, Пуэр-Хани-Ийский автономный уезд — в Нинъэр-Хани-Ийский автономный уезд, район Цуйюнь — в район Сымао.

## Население
В округе Пуэр проживают ханьцы, и, хани, бай, дай, ва, буланы, лаху и хуэй.

## Административное деление
Городской округ делится на 1 район городского подчинения и 9 автономных уездов:
| Карта | Карта                                     | Карта                      | Карта                                 | Карта            | Карта         |
| --- | ----------------------------------------- | -------------------------- | ------------------------------------- | ---------------- | ------------- |
| Сымао Нинъэр-Хани-Ийский · автономный уезд Моцзян-Ханийский · автономный уезд Цзиндун-Ийский · автономный уезд Цзингу-Дай-Ийский · автономный уезд Чжэньюань-И-Хани-Лахуский · автономный уезд Цзянчэн-Хани-Ийский · автономный уезд Мэнлянь-Дай- · Лаху-Ваский · автономный уезд Ланьцан-Лахуский · автономный уезд Симэн-Ваский · автономный уезд |                                           |                            |                                       |                  |               |
| Статус | Название                                  | Иероглифы                  | Пиньинь                               | Население (2010) | Площадь (км²) |
| Район | Сымао                                     | 思茅区                     | Sīmáo qū                              |                  |               |
| Нинъэр-Хани-Ийский автономный уезд | Нинъэр-Хани-Ийский автономный уезд        | 宁洱哈尼族彝族自治县       | Níng'ěr Hānízú Yízú zìzhìxiàn         |                  |               |
| Моцзян-Ханийский автономный уезд | Моцзян-Ханийский автономный уезд          | 墨江哈尼族自治县           | Mòjiāng Hānízú zìzhìxiàn              |                  |               |
| Цзиндун-Ийский автономный уезд | Цзиндун-Ийский автономный уезд            | 景东彝族自治县             | Jǐngdōng Yízú zìzhìxiàn               |                  |               |
| Цзингу-Дай-Ийский автономный уезд | Цзингу-Дай-Ийский автономный уезд         | 景谷傣族彝族自治县         | Jǐnggǔ Dǎizú Yízú zìzhìxiàn           |                  |               |
| Чжэньюань-И-Хани-Лахуский автономный уезд | Чжэньюань-И-Хани-Лахуский автономный уезд | 镇沅彝族哈尼族拉祜族自治县 | Zhènyuán Yízú Hānízú Lāhùzú zìzhìxiàn |                  |               |
| Цзянчэн-Хани-Ийский автономный уезд | Цзянчэн-Хани-Ийский автономный уезд       | 江城哈尼族彝族自治县       | Jiāngchéng Hānízú Yízú zìzhìxiàn      |                  |               |
| Мэнлянь-Дай-Лаху-Ваский автономный уезд | Мэнлянь-Дай-Лаху-Ваский автономный уезд   | 孟连傣族拉祜族佤族自治县   | Mènglián Dǎizú Lāhùzú Wǎzú zìzhìxiàn  |                  |               |
| Ланьцан-Лахуский автономный уезд | Ланьцан-Лахуский автономный уезд          | 澜沧拉祜族自治县           | Láncāng Lāhùzú zìzhìxiàn              |                  |               |
| Симэн-Ваский автономный уезд | Симэн-Ваский автономный уезд              | 西盟佤族自治县             | Xīméng Wǎzú zìzhìxiàn                 |                  |               |

## Экономика
В 2013 году в округе Пуэр была создана национальная пилотная демонстрационная зона развития зеленой экономики, главной целью которой стало увеличение площади лесов и заповедников, улучшение качества воздуха, разведение слонов, развитие туризма, чистой энергетики, органического сельского и лесного хозяйства. С тех пор Пуэр лидирует в Китае в сфере чайной и кофейной промышленности. В период с 2016 по 2020 год ежегодный прирост валового регионального продукта Пуэра составлял 10,9 %.  
Одним из ключевых продуктов региона является чай пуэр, производимый как для внутреннего рынка, так и на экспорт. Также округ является крупнейшим в Китае производителем кофе. Основными закупщиками кофейных зёрен являются компании Nestle, Starbucks, Luckin Coffee и Manner Coffee. По итогам 2021 года площадь посадки кофейных деревьев в округе Пуэр достигла 44,53 тыс. га, а объём производства кофейных зёрен составил 46 тыс. тонн.
В 2023 году площадь кофейных плантаций Пуэра составила 45,27 тыс. га, а производство кофейных зерен достигло 51,3 тыс. тонн; на долю города пришлось 48,2 % от общего объема производства кофе в Китае. В кофейном секторе округа было занято 270 тыс. человек.

## Транспорт

### Автомобильный
Через Пауэр проходят национальное шоссе G213 (Эдзин-Ци — Мынла), скоростные шоссе Куньмин — Мынла (G8511) и Куньмин — Бангкок.

### Железнодорожный
В округе расположен новый вокзал на железнодорожной линии Китай — Лаос.

### Авиационный
Округ обслуживает аэропорт Пуэр-Сымао.